# Kazimierz Bem
Kazimierz Bem (ur. 1977 w Łodzi) – polski duchowny, ewangelista i teolog kalwiński, doktor prawa, pastor ewangelicko-reformowany Zjednoczonego Kościoła Chrystusa (UCC) w USA.

## Życiorys
Jest synem Ewy i Henryka Bema.
Ukończył studia na Wydziale Prawa i Administracji Uniwersytetu Łódzkiego w 2001 roku ze stopniem magistra prawa. W 2007 uzyskał doktorat z prawa na Vrije Universiteit w Amsterdamie z międzynarodowego prawa uchodźców. Ukończył studia teologiczne na Yale Divinity School w 2010 i 2012. Ordynowany w 2011 roku, pracuje jako pastor kalwiński w First Church in Marlborough (Congregational) UCC w stanie Massachusetts.
Od 2020 roku wykładowca historii kościoła w Ewangelikalnej Wyższej Szkole Teologicznej we Wrocławiu. W 2022  uzyskał stopień doktora habilitowanego nauk humanistycznych w zakresie historii po postępowaniu w Polskiej Akademii Nauk, Instytucie Historii im. Tadeusza Manteuffla.

## Poglądy i życie prywatne
Jest wyznawcą kalwinizmu. Jest publicystą, publikuje na łamach Newsweek Polska, Gazety Wyborczej, Rzeczpospolitej, Znaku i Polityce, i Radiu TOK FM.  Był członkiem redakcji Miesięcznika Ewangelickiego i Jednoty.
Jest otwarcie zdeklarowanym gejem, w swojej parafii udziela ślubów parom LGBT.

## Wybrane książki
- Amerykańskie milionerki, Wydawnictwo Poznańskie, 2021 (ISBN 978-83-66981-30-0)
- Calvinism in the Polish Lithuanian Commonwealth 15481648 The Churches and the Faithful (St Andrews Studies in Reformation History), BRILL; LIV, 2020 (ISBN 978-9004424814)
- Słownik biograficzny duchownych ewangelicko-reformowanych. Pastorzy i diakonisy Jednoty Małopolskiej i Jednoty Warszawskiej 1815-1939, Wydawnictwo Naukowe Semper, 2015 (ISBN 978-83-7507-187-0)
- Wilki i łagodne jagniątka Chrystusa. Powstanie, rozwój i rola Holenderskiego Kościoła Reformowanego w XVI i XVII wieku, Wydawnictwo Naukowe Semper 2013 (ISBN 978-8375072204)